# Конформный радиус

## Определение
Пусть {\displaystyle G\subset \mathbb {C} } — некоторое односвязное компактное множество. Рассмотрим его дополнение {\displaystyle E={\overline {\mathbb {C} }}\setminus G}, которое представляет собой область. Согласно теореме Римана множество {\displaystyle E} может быть конформно отображено на область {\displaystyle {\overline {\mathbb {C} }}\setminus \Delta } некоторой аналитической в {\displaystyle E} функцией {\displaystyle f}, имеющей разложение в окрестности бесконечности вида {\displaystyle f(z)=\alpha z+\alpha _{0}+{\frac {\alpha _{1}}{z}}+\dots } и удовлетворяющей условию {\displaystyle f(\infty )=\infty }. Тогда {\displaystyle \alpha } называется конформным радиусом {\displaystyle G}, а {\displaystyle \alpha _{0}} — конформным центром этой области.

## Свойства
Можно показать, что значения конформного радиуса и логарифмической ёмкости равны.